# Waag (Deventer)
De Waag is een waaggebouw op de Brink in de binnenstad van Deventer. Het is het oudste waaggebouw in Nederland dat als zodanig werd gebouwd.

## Kenmerken
Het is een laatgotisch gebouw met drie bouwlagen, een traptoren, een klok en drie spitstorentjes. Het werd gebouwd van 1528 tot 1531. In 1643 werd aan de voorzijde een laat maniëristisch bordes gebouwd met drie zuilen. Aan weerskanten zijn trappen. Bij de opgang naar het bordes zitten twee zandstenen leeuwen en de gevel is onder meer versierd met de reliëfstenen Kiek in de Pot en  Morgenster, die herinneren aan de dreigende versterkingen van de hertog van Gelre aan de overzijde van de IJssel. Het gebouw staat scheef, het is circa 80 cm uit het lood. Daarom werd het in de jaren negentig van nieuwe fundering voorzien. 

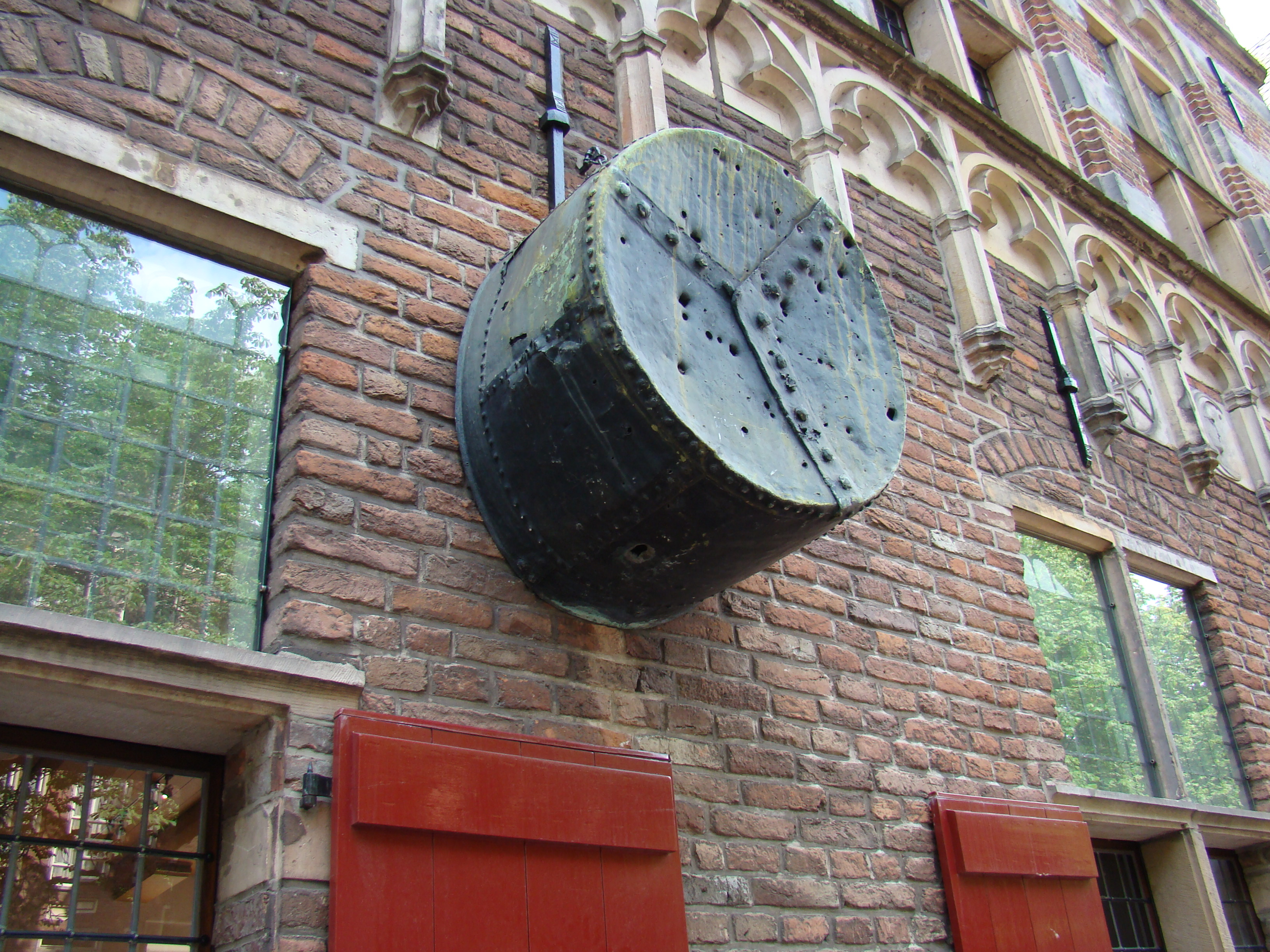
De originele ketel waarin valsemunters werden gekookt, sinds 2024 hangt hier een replica.

### Ketel
Aan de gevel hing eeuwen lang een koperen ketel uit 1434 waarin valsemunters levend in de olie werden gekookt. Dit overkwam onder anderen in 1434 de muntmeester van de heer van Batenburg op beschuldiging van valsmunterij. De gaten in de ketel werden er in 1813 door schietgrage soldaten van het bezettende Napoleontische garnizoen in geschoten. In 2017 was de conditie van de koperen ketel zodanig dat het niet meer verantwoord was hem buiten te laten hangen, hij werd daarom verplaatst naar het voorportaal van de waag waar het originele martelwerktuig voor iedereen te bezichtigen bleef. Een ambachtelijk vervaardigde replica werd in 2024 op de oude plaats aan de buitengevel bevestigd.

## Functie
Het gebouw was als waag in gebruik tot 1862, hierna werd er onder meer het gymnasium in gevestigd. In 1915 werd in de Waag het Historisch Museum Deventer gevestigd, en sinds 2015 Museum De Waag. Naast belangrijke stukken uit de Deventer historische collectie zijn er wisselende tentoonstellingen met een specifiek thema te zien. Deze worden georganiseerd door de organisatie Deventer verhaal.

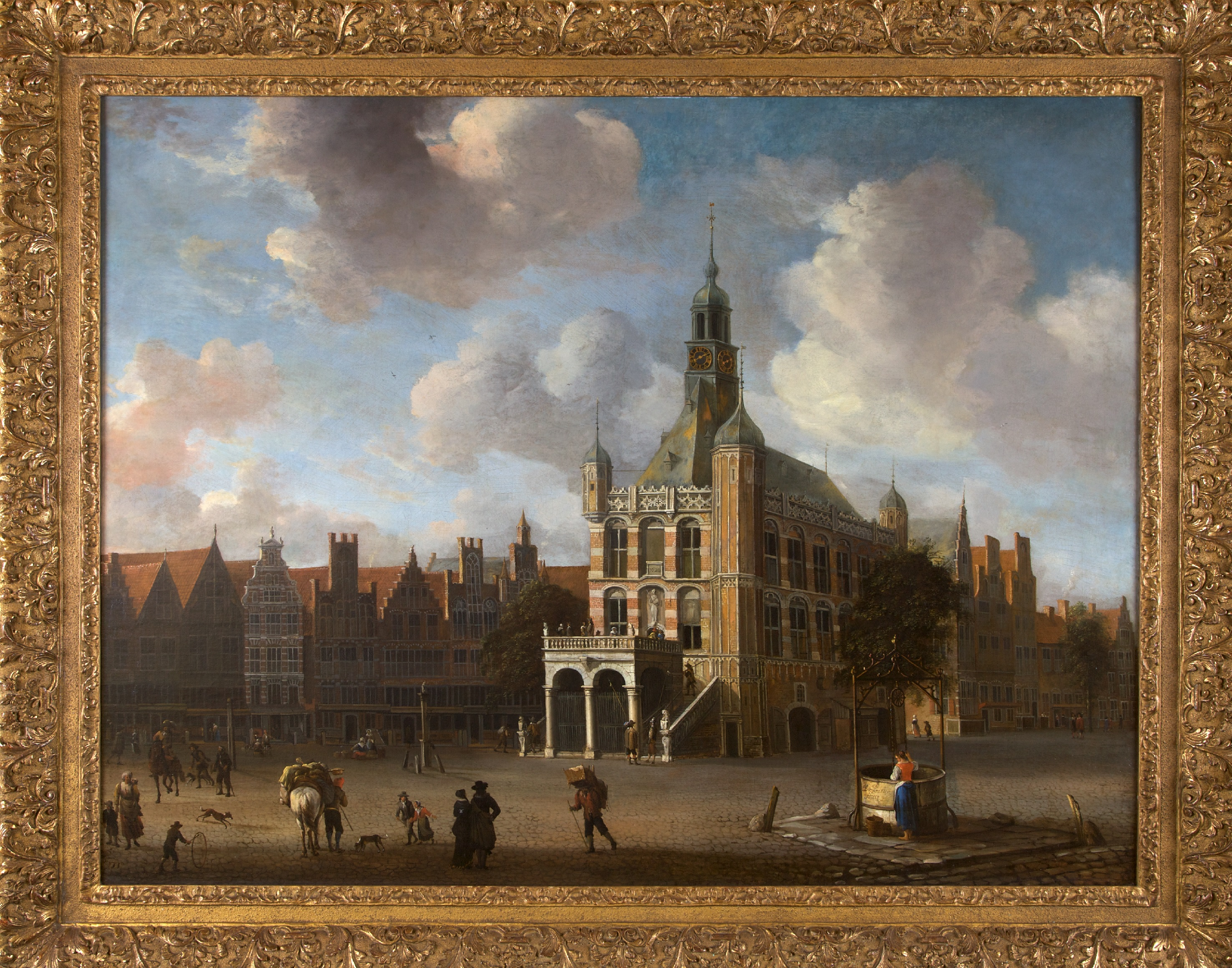
De Waag in 1665 door Abraham Beerstraaten
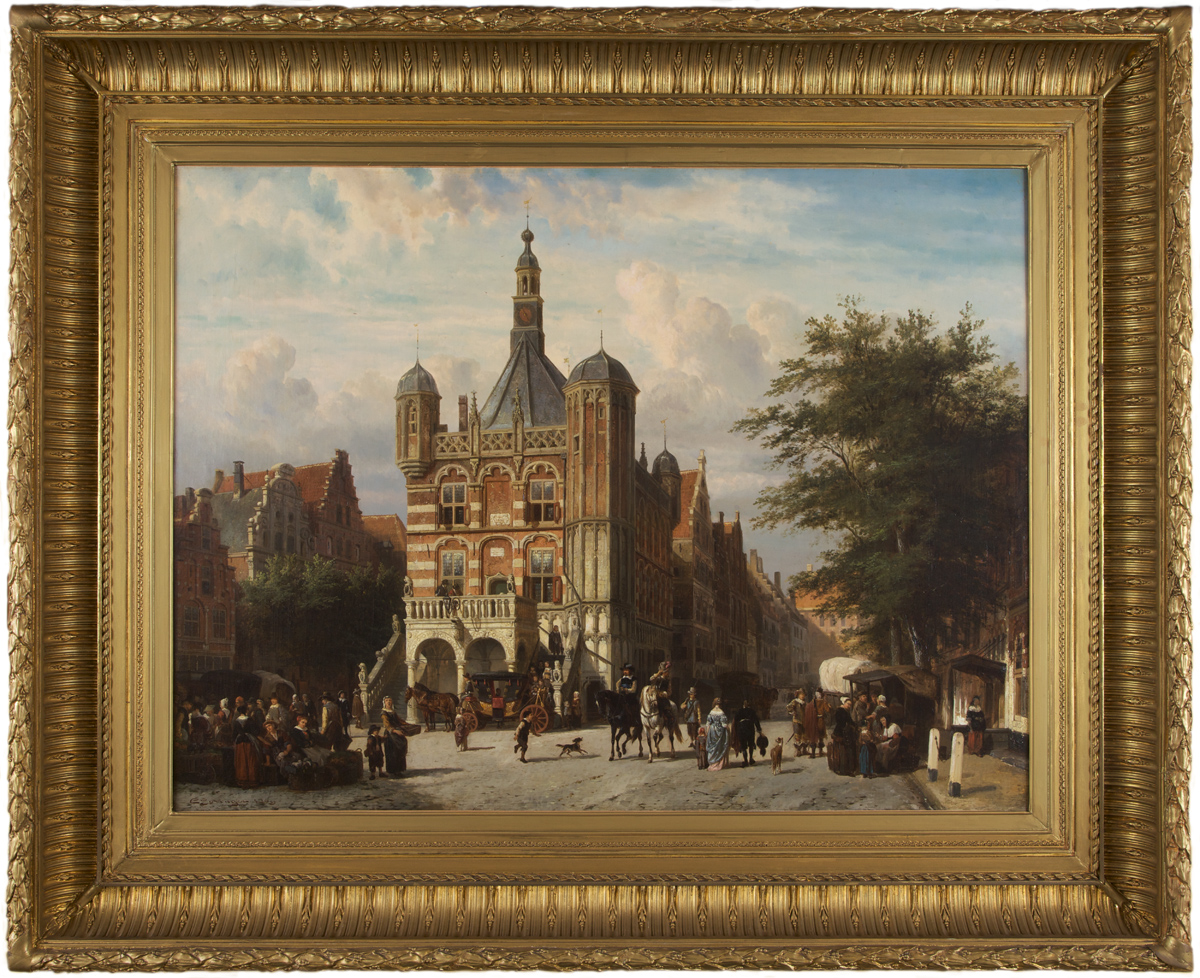
Cornelis Springer, Gezicht op de Brink met de Waag (1869)
- Experiment om Waag en De Drie Haringen aaneen te bouwen, Polygoonjournaal december 1925